# Simoides crassipes
Simoides crassipes là một loài ruồi trong họ Ruồi giả ong (Syrphidae). Loài này được Fabricius mô tả khoa học đầu tiên năm 1895. Simoides crassipes phân bố ở vùng Châu Phi